# Víctor Bolívar
Víctor Bolívar (3 settembre 1983) è un calciatore costaricano, portiere del Saprissa.